# Per Fossum
Pour les articles homonymes, voir Fossum.
Per Fossum, né le 27 juillet 1910 à Oslo et mort le 24 décembre 2004, est un ancien spécialiste norvégien du combiné nordique, de ski de fond, de saut à ski et de ski alpin.

## Biographie
Per Fossum a commencé sa carrière en Saut à ski et en combiné nordique. À partir du milieu des années 30, il s'est orienté vers le ski alpin.
En janvier 1935, il fait partie de la première délégation norvégienne de ski alpin avec Alf Konningen (en), Arne B. Christiansen (de) et Sigmund Ruud.
En février 1935, il domine la course de grand fond (45 km) du championnat de France de ski.
Il a participé aux championnats du monde de ski alpin entre 1935 et 1939 et au championnat du monde de ski nordique en 1937 à Chamonix.
Après sa carrière sportive, il s'investit davantage dans son club, le Asker SK (en). Il est le président du club de 1941 à 1946. Il a également pratiqué le football, l'athlétisme et la course d'orientation,.

## Vie familiale
Son frère, Arvid, a également pratiqué le combiné nordique et le ski alpin. Il a notamment terminé 3e du Championnat de Norvège de combiné nordique en 1944. Ce championnat n'était pas officiel en raison de l'occupation allemande. Par la suite, il est devenu président de la Fédération norvégienne de ski entre 1953 et 1956.

## Résultats

### Jeux olympiques
| Épreuve / Édition | Épreuve / Édition | Garmisch-Partenkirchen 1936 |
| ----------------- | ----------------- | --------------------------- |
| Combiné           | Combiné           | 9e                          |

### Championnats du monde
Championnats du monde de ski alpin
| Épreuve / Édition | Épreuve / Édition | Mürren 1935 | Innsbruck 1936 | Chamonix 1937 | Engelberg 1938 | Zakopane 1939 |
| ----------------- | ----------------- | ----------- | -------------- | ------------- | -------------- | ------------- |
| Descente          | Descente          | 11e         | 12e            | 4e            | 21e            | 19e           |
| Slalom            | Slalom            | 19e         | 12e            | 17e           | 12e            | -             |
| Combiné           | Combiné           | 14e         | 11e            | 11e           | 16e            | -             |

Championnats du monde de ski nordique
| Épreuve / Édition | Épreuve / Édition | Chamonix 1937 |
| ----------------- | ----------------- | ------------- |
| Combiné nordique  | Combiné nordique  | 6e            |
| Ski de fond       | 18 km             | 39e           |

### Championnats nationaux
Championnats de Norvège

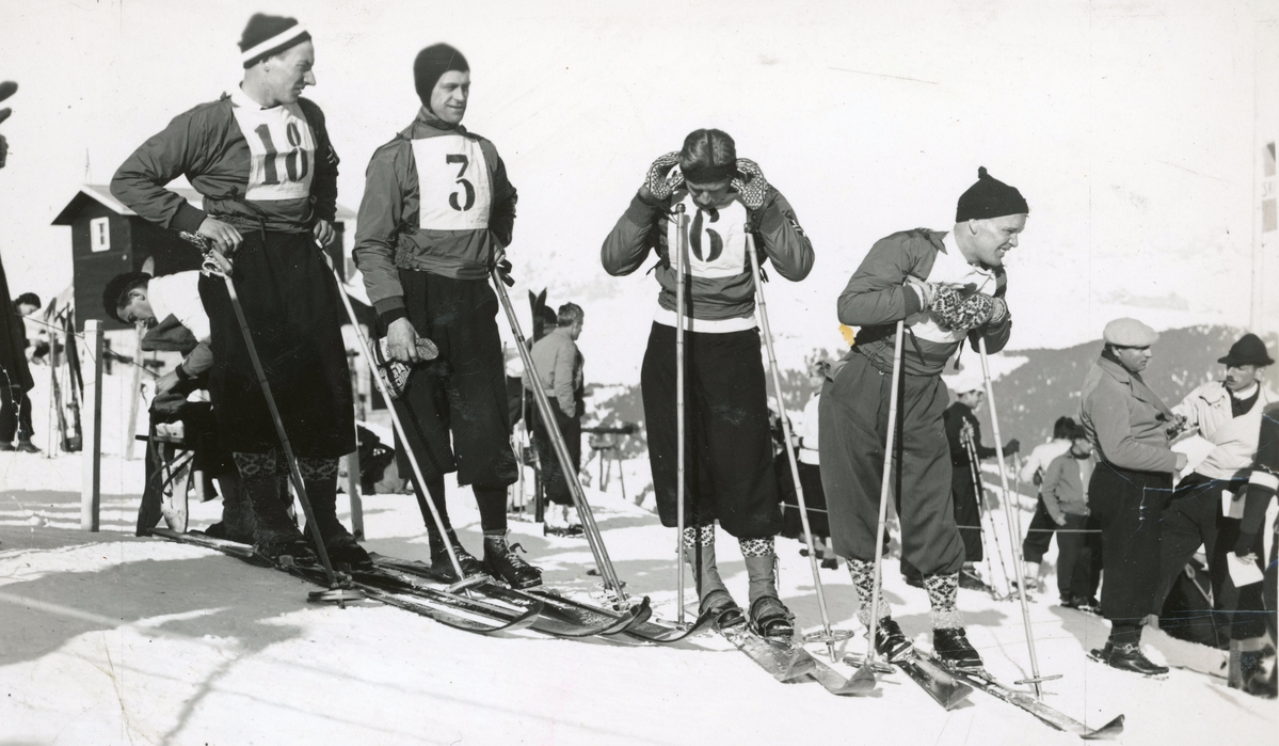
Per Fossum (la tête baissée) avec Reidar Andersen, et Sigmund Ruud aux championnats de France 1935

Il a terminé 13e et 10e chez les juniors en saut à ski en 1929 et 1930. En 1931, il a terminé 14e de la Klasse B en combiné nordique. Il a terminé 19e et 6e en combiné nordique en 1934 et 1938.
En ski alpin, il a remporté le combiné en 1937 et le slalom en 1946.
Championnats de France
En 1935, il domine la course de grand fond (45 km) du Championnat de France de ski.
Championnats d'Allemagne
Il a terminé 5e du slalom en 1935.

### Autres courses
En 1935, il a réalisé 2 h 53 min 3 s sur dans la course de descente de la Galdhøpiggrennet (no),. L'année suivante, il remporte à nouveau cette course. En 1937, il remporte le combiné slalom et descente.
Il a terminé 11e de la birkebeiner rennet en 1940.